# Drake Doremus
Drake Doremus (sinh ngày 29 tháng 3 năm 1983) là một đạo diễn điện ảnh và nhà biên kịch được biết đến với phim điện ảnh Like Crazy (2011) phim đã thắng giải Grand Jury Prize tại Liên hoan phim Sundance năm 2011, và Douchebag (2010), phim nằm trong danh sách phim dự thi của Liên hoan phim Sundance năm 2010, and Spooner (2009). Doremus đạo diễn tại Viện phim Mỹ, ngoài ra anh còn tham gia giảng dạy tại Orange County High School of the Arts trong một vài học kỳ.
Phim điện ảnh năm 2011 Like Crazy được dựa theo kinh nghiệm ngoài đời thực của anh. Tháng 6, 2013, Breathe In được ra mắt trong Liên hoan phim quốc tế Edinburgh. Phim điện ảnh Đồng điệu (2015), được chấp bút bởi Nathan Parker và có sự tham gia của Kristen Stewart, Nicholas Hoult, Guy Pearce, và Jacki Weaver được công chiếu vào ngày 26 tháng 5 năm 2016 tại Việt Nam.

## Danh sách phim

### Phim điện ảnh
| Năm  | Tựa đề            | Ghi chú             |
| ---- | ----------------- | ------------------- |
| 2006 | Moonpie           | Đạo diễn, biên kịch |
| 2008 | Spooner           | Đạo diễn, biên kịch |
| 2010 | Douchebag         | Đạo diễn, biên kịch |
| 2011 | Like Crazy        | Đạo diễn, biên kịch |
| 2012 | The Beauty Inside | Đạo diễn, biên kịch |
| 2013 | Breathe In        | Đạo diễn, biên kịch |
| 2015 | Đồng điệu         | Đạo diễn            |

### Video âm nhạc
| Năm  | Bài hát              | Nghệ sĩ               | Ghi chú         |
| ---- | -------------------- | --------------------- | --------------- |
| 2009 | "Ten Thousand Years" | Goddamn Electric Bill | Director/writer |